# Astragalus bidentatus
Astragalus bidentatus — вид квіткових рослин з родини бобових (Fabaceae). Ареал охоплює такі країни: Еквадор.

## Середовище
Висота 2000–3000 метрів.